# Тухтозерка
Тухтозерка — река в Вытегорском районе Вологодской области России, правый приток Южная Тухта.
Вытекает из Тухтозера, течёт по безлюдной болотистой местности на территории Девятинского сельского поселения и впадает в реку Южную Тухту в 4,7 км от её устья. Длина реки составляет 11 км. Населённых пунктов на берегах нет.

## Данные водного реестра
По данным государственного водного реестра России относится к Балтийскому бассейновому округу, водохозяйственный участок реки — бассейн Онежского озера без рр. Шуя, Суна, Водла и Вытегра, речной подбассейн реки — Свирь (включая реки бассейна Онежского озера). Относится к речному бассейну реки Нева (включая бассейны рек Онежского и Ладожского озера).
Код объекта в государственном водном реестре — 01040100612102000017307.